# Berkeley Sound

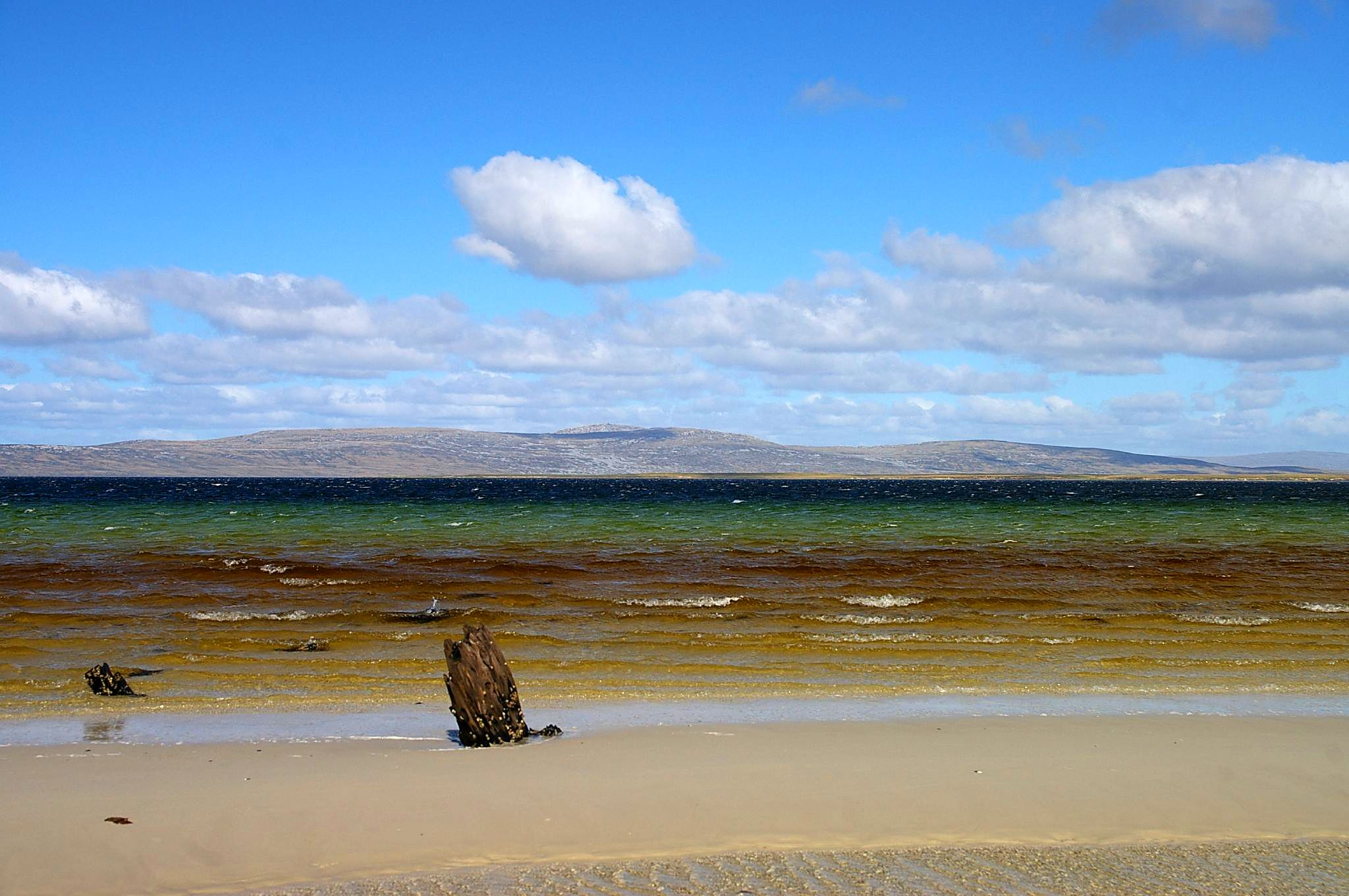
Berkeley Sound med Wickham Heights i bakgrunden

Berkeley Sound är  vik eller fjord i  nordöstra delen av ön Östra Falkland inom ögruppen Falklandsöarna i Sydatlanten.  Den ligger cirka 15 km norr om huvudorten Stanley. 

## Historia
Viken heter på franska Baie Accaron , som ett minne av de första franska kolonisationsförsöken. Den besöktes 1834 av Charles Darwin under dennes resa med HMS Beagle.